# 三监
三監，中國周朝的三個諸侯國的合稱。
武王克殷后，周武王並未消滅殷商勢力，為了鞏固政權，分殷商京畿朝歌为三部分，设三监監督商朝遺民。封殷都朝歌給商纣王之子武庚。殷都以东为衛國，由武王之弟管叔监管，殷都以西为鄘國，由武王之弟蔡叔监管，殷都以北为邶國，由武王弟霍叔监管。
三监的具体君主及領土，说法不一。一说为纣王子武庚和武王弟管叔、蔡叔。另说为武王之弟管叔、蔡叔、霍叔，在商都附近武裝，共同監護武庚的領土。前说出现较早，後說較為通行。总称三监。